# Crescent Lake (Antarktika)
Der Crescent Lake (englisch für Halbmondsee) ist ein halbmondförmiger, etwa 300 m langer und rund 75 m breiter See an der Ingrid-Christensen-Küste des ostantarktischen Prinzessin-Elisabeth-Lands. Er liegt auf einer vereisten Moräne in den Vestfoldbergen.
Das Antarctic Names Committee of Australia benannte ihn 1992.